# Studienkredit
Studienkredite sind Kredite, die zur Finanzierung der Lebenshaltungskosten und/oder möglicher Studiengebühren dienen sollen.
In Deutschland dient die Ausbildungsförderung nach dem Bundesausbildungsförderungsgesetz (BAföG) dazu, Studenten bei den Lebenshaltungskosten zu unterstützen, sofern die Eltern wenig Verdienst im Sinne des Gesetzes haben und einige weitere Randbedingungen erfüllt sind. Anbieter von Studienkrediten gab es daher nur für die Finanzierung von teuren Privathochschulstudiengängen.
Seit Anfang 2005 – mit dem Urteil des Bundesverfassungsgerichts, das Studiengebühren in Deutschland ermöglicht hat – wird verstärkt über ergänzende (zur Finanzierung der Studiengebühren) oder alternative Darlehensmodelle sowie einkommensabhängige Studienfinanzierung diskutiert. Um in diesem Geschäft von Anfang an dabei zu sein, hatten einige Banken schon kurz darauf Pläne für Studienkredite vorgelegt. Lange nach der DKB, die bereits im Herbst 2004 das erste Studienkreditangebot Deutschlands gemeinsam mit Gesine Schwan zusammen mit CareerConcept, dem weltweit ersten Anbieter von Bildungsfonds, umsetzte, ging als erste größere und bundesweit vertretene Bank schließlich die Deutsche Bank im Oktober 2005 an den Start. Zwischenzeitlich gibt es etliche weitere Angebote von privaten Kreditinstituten, von denen sich aber inzwischen einige zurückgezogen haben. Eindeutiger Marktführer ist der KfW-Studienkredit der KfW, der mittlerweile auch von Deutscher Bank und Commerzbank vermittelt wird (die zwischenzeitlich eigene Angebote hatten).

## KfW-Studienkredit
Die Kreditanstalt für Wiederaufbau (KfW) wurde nach dem Zweiten Weltkrieg im Dezember 1948 mit dem Ziel gegründet, den Wiederaufbau der deutschen Wirtschaft zu finanzieren. Seit April 2006 bietet die KfW-Förderbank einen Studienkredit an, der allen Studierenden das Erststudium ermöglichen soll.
Die KfW-Bankengruppe hat kurz nach dem Urteil des Bundesverfassungsgerichts zum Studiengebührenverbot im Hochschulrahmengesetz (welches gekippt wurde) erstmals ihre Idee für einen Studienkredit vorgestellt. Insbesondere der KfW-Vorstandsvorsitzende Reich will damit der KfW einen neuen Markt erschließen – den der Bildungsfinanzierung, der sich erst mit Studiengebühren wirklich lohnt.
Der Studienkredit dient zur Finanzierung der Lebenshaltung und hat – so verlautet die KfW – als Ziel, zum einen insgesamt die Zahl der Hochschulabsolventen zu erhöhen und zum anderen insbesondere den Abiturienten aus nicht vermögenden Familien ein Studium zu ermöglichen. Letzteres ist aber eigentlich Aufgabe der staatlichen Ausbildungsförderung, die zu 50 % ein Zuschuss ist, der Rest ist ein zinsloses Darlehen – dagegen ist der Studienkredit sehr teuer (100 % Darlehen, verzinst).
Der KfW-Studienkredit verzichtet auf eine Bonitätsprüfung und auf Sicherheiten, wird allerdings bei Privatinsolvenz nicht gewährt. Er steht allen deutschen Studierenden, EU-Ausländern und Bildungsinländern an allen staatlich anerkannten Hochschulen zur Verfügung, sofern die Antragsteller das 44. Lebensjahr noch nicht vollendet haben.
Der Kredit selbst wird vollständig durch die KfW ausgerichtet. Mit der Beratung und der Antragsannahme hat die KfW lokale Vertriebspartner beauftragt. Seit dem 3. April 2006 können Anträge bei diesen Vertriebspartnern eingereicht werden (siehe Weblinks).
Der Zinssatz lag im Januar 2021 bei 4,08 % (nominell) bzw. 4,16 % (effektiv). Gestartet war er mit 5,1 %, der Höchststand lag zwischendurch (10/2008–03/2009) bei 6,5 % nominell. Im Oktober 2023 wurde der Zinssatz auf 8,66 % (nominell) und 9,01 % (effektiv) erhöht.

### Förderungshöhe – Förderungsdauer – Rückzahlung
- Monatlich können zwischen 100 € und ca. 650 € ausbezahlt werden. „Circa“ bedeutet, dass die Zinsen schon während der Auszahlungsphase abgezogen werden, so dass der beantragte Betrag abzüglich der Zinsen überwiesen wird. Eine Stundung der Zinsen kann ab dem 6. Fachsemester beantragt werden.
- Die Auszahlungsphase dauert maximal 14 Semester (Studierende über 34 Jahre maximal 10 Semester, Studierende über 39 Jahre und Weiterbildungs- bzw. Promotionsstudierende maximal 6 Semester), wobei die Beträge semesterweise neu festgelegt werden können.
- Nach Studienende schließt sich eine Karenzphase (rückzahlungsfreie Phase) von 6–23 Monaten an. Ab dem ersten Rückzahlungseingang beträgt die Tilgungsfrist 25 Jahre, wobei die Beträge variabel festgelegt werden (jeweils für die Dauer eines Semesters). Der Mindestbetrag beträgt 20 € pro Monat.

### Vorteile
- Jeder Student kann den KfW-Studienkredit zum selben Zinssatz, unabhängig von Studienfach und -ort, den Noten, dem eigenen Einkommen oder dem Einkommen der Eltern, beantragen.
- Den Studienkredit bekommen EU-Bürger zwischen 18 und 44 Jahren, die ein Vollstudium, eine Weiterbildung oder eine Promotion (unabhängig von der Studienrichtung) absolvieren, ohne Bonitätsprüfung und Bedürftigkeitsnachweis.
- Man kann den Kredit jederzeit vollständig zurückzahlen (Sondertilgungen und vollständige Ablösungen sind jeweils zum 1. April und 1. Oktober eines Jahres möglich), ohne dass dadurch zusätzliche Kosten entstehen.
- Der Zinssatz ist variabel und wird halbjährlich neu festgelegt. Bei Vertragsabschluss garantiert die KfW-Bank dem Studierenden zudem eine Zinsobergrenze für einen Zeitraum von 15 Jahren.
- Der Kredit lässt sich mit anderen Finanzierungsangeboten wie BaföG oder Bildungskredit kombinieren.
- Die Bezugszeit endet auf eigenen Wunsch hin nach Ende des Erststudiums oder spätestens nach dem 14. Semester.

### Nachteile
- Der Student muss Leistungsnachweise erbringen, um eine Weiterzahlung des Kredites zu sichern. Nach dem 5. oder 6. Semester müssen bestimmte Nachweise erbracht werden, die den Fortgang des Studiums belegen.
- Gründe für ein Ende der Auszahlungen können mehr als 2 Urlaubssemester oder ein fehlender Leistungsnachweis sein.
- Der variable Zinssatz wurde von 2021 auf 2023 mehr als verdoppelt und betrug im Herbst 2023 9,01 %[4] für die Darlehensnehmer, die ihren Zinssatz nicht für 10 Jahre festschreiben ließen, was nur 1,5 % der Darlehensnehmer getan hatten. Das führte zu massiver Mehrbelastung bei den Rückzahlungen.[5] Es fließt immer mehr Geld in die Zahlung der Zinsen, weniger in die Abtragung des Kredits.

### Erste Auswertungen des Studienkredits der KfW
Die Bundesregierung hat zwei kleine Anfragen der Linksfraktion und der Grünen beantwortet (Bundestags-Drucksachen 16/3978 und 16/3979). Hieraus gehen unter anderem folgende Ergebnisse hervor:
- Es wird nicht vollständig auf eine Bonitätsprüfung verzichtet, da „harte Negativmerkmale“ wie eine Privatinsolvenz zur Verweigerung des Kredits führen.
- Der Kredit wird überwiegend (zu 60 %) von Personen in Anspruch genommen, die sich in den ersten vier Semestern befinden.
- Wird die Kredithöchstsumme von 650 € über 14 Semester in Anspruch genommen, so muss der Schuldner 25 Jahre lang monatlich über 351 € zurückbezahlen.
- Die durchschnittliche Kreditsumme beträgt derzeit 490 € pro Monat. Dies führt bei einer Inanspruchnahme von 14 Semestern und 25 Jahren Rückzahlung zu einem monatlichen Beitrag von 265 €.

## Deutsche Bank „dbStudentenKredit“
Den „dbStudentenKredit“ der Deutschen Bank konnte jeder Student einer deutschen Hochschule oder Fachhochschule unabhängig vom Studienfach, beantragen. Als Voraussetzung für die Vergabe eines „dbStudentenKredites“ verlangte die Bank einen detaillierten, schriftlich angefertigten, Studienplan. Aus diesem musste hervorgehen, welche Studienleistungen wann erbracht wurden und wie der künftige Studienverlauf aussehen soll. Zudem holte sich die Bank, bevor sie einen Kredit vergab, eine Auskunft über die Kreditwürdigkeit des Studenten bei der Schufa ein. Seit Ende 2013 wird dieses Angebot nicht mehr an neue Interessenten vergeben.

### Förderungshöhe – Förderungsdauer – Rückzahlung
- Im 1. und 2. Semester kann man meist nur maximal 200 € pro Monat für Lebenshaltungskosten und Studiengebühren bekommen, in höheren Semestern hingegen bis zu 800 € monatlich.
- Die Auszahlungsdauer ist an die Höhe der Auszahlung gekoppelt: Sie beträgt mindestens eineinhalb und höchstens fünf Jahre.
- Der Zinssatz ist in der Auszahlungsphase variabel. Er kann jederzeit steigen oder fallen.
- Mit Studienende enden auch die Auszahlungen. Danach werden die Rückzahlraten und Zinsen in einem neuen Vertrag geregelt. Im ersten Jahr nach Studienende (Berufseinstiegsphase) müssen noch keine Rückzahlungen getätigt werden. Wer früher einen Job findet, kann drei Monate nach dem Berufsstart die erste Rate tilgen.
- Insgesamt hat man 12 Jahre Zeit, um das Darlehen mit Zinsen an die Deutsche Bank zurückzuzahlen. Es besteht auch die Möglichkeit, die Schulden auf einmal zu begleichen (jederzeitiges Sondertilgungsrecht).

### Vorteile
- Das Einkommen der Eltern spielt bei der Vergabe des Kredites keine Rolle.
- Damit sich Studierende nicht bis ans Lebensende verschulden, hat die Bank festgelegt, dass Darlehen und Zinsen bis Studienende die Grenze von 30.000 € nicht übersteigen dürfen.
- Der „dbStudentenKredit“ eignet sich nicht für diejenigen, die ein Auslandsstudium planen, denn während eines Auslandssemesters wird die Finanzierung nur fortgesetzt, wenn man parallel zusätzlich in Deutschland immatrikuliert ist.

### Nachteile
- Ausländische Studierende aus Nicht-EU-Staaten können einen Kredit nur dann in Anspruch nehmen, wenn sie mindestens zwei Jahre vor Beginn des Studiums einen deutschen Wohnsitz sowie eine unbefristete Aufenthaltsgenehmigung haben.
- Wer den maximalen Kreditrahmen ausschöpft und über 12 Jahre hinweg zurückzahlt, muss einschließlich Zinsen mit über 45.000 € Schulden rechnen.
- Ein zusätzliches Risiko besteht darin, dass die tatsächliche Kredithöhe aufgrund des variablen Zinssatzes in der Auszahlungsphase nicht kalkulierbar ist. Zudem wird die Rückzahlung erst nach Abschluss des Studiums durch einen neuen Vertrag geregelt.

## Risiken des Angebots
Kreditaufnahme birgt immer das Risiko der Schuldenfalle, also der sogenannten Überschuldung. Da ein Studium nicht notwendigerweise zu einem Arbeitsplatz führt, können die Darlehen unter Umständen nicht zurückgezahlt werden. Schuldnerberatungsstellen geben Auskunft darüber, wie man in solchen Fällen einer zunehmenden Verschlimmerung der Situation, z. B. der Privatinsolvenz entgeht, bzw. eine Kreditaufnahme von vornherein vermeidet. Da bei vielen Angeboten, anders als beim BAföG, die Rückzahlung bereits ein oder zwei Jahre nach dem Studienende fällig wird, sollte die Aufnahme eines Studienkredits nicht ohne vorherige Beratung erfolgen.
Zudem besteht zwischen dem konventionellen BAföG und beispielsweise dem KfW-Kredit ein teils gravierender Unterschied hinsichtlich der möglichen Höhe der Verschuldung: Während sich die durch BAföG entstandenen Schulden unabhängig von Förderhöhe und -dauer auf maximal 10.000 € belaufen, kann dieser Wert im Einzelfall beim (KfW)-Studienkredit um bis zu zehn Mal höher ausfallen – bei ähnlicher Förderungshöhe. Bei Berücksichtigung durchschnittlicher Studiendauern und gemäßigter Förderungshöhen ist jedoch davon auszugehen, dass in der Regel der Faktor 3–5 nicht allzu oft überschritten werden wird. In der Regel werden Studienkredite in Deutschland, anders als etwa in den USA, nur als Ergänzung in einem individuellen Finanzierungsmix eingesetzt.

## Studienkredite vergleichen
Die Studienkreditanbieter unterscheiden sich hinsichtlich ihres Hintergrunds (staatlich, privatwirtschaftlich), der Förderart (Studiengebühren, Lebenshaltung, Einmalzahlungen, Studienabschlussdarlehen), Zusatzservices oder der maximalen Förderhöhe. Die Kosten für einen Studienkredit werden durch die folgenden Parameter beeinflusst:
- Zinssatz: Hier sollte immer der Effektivzinssatz verglichen werden, denn nur darin sind alle zusätzlichen Kosten enthalten. Ist der Zinssatz variabel, so bedeutet dies, dass er sich über die Laufzeit des Kredites (zumeist nach oben hin) ändern kann.
- Einkommensabhängige Rückzahlung: Da bei der einkommensabhängigen Rückzahlung keine Zinsen und Tilgungsraten im klassischen Sinne anfallen, sind diese nicht direkt mit den Kreditkonditionen anderer Institute zu vergleichen. Ausgewiesen wird bei einer einkommensabhängigen Rückzahlung zwar auch ein Prozentsatz; dieser ist jedoch kein Zins, sondern tatsächlich ein Prozentsatz vom Brutto-Gehalt, der monatlich zurückgeführt werden muss.
- Zusätzliche Gebühren: Es kann vorkommen, dass in den Zinssatz auch zusätzliche Gebühren mit einberechnet sind, die man bei anderen Angeboten nicht tragen muss (etwa eine Lebensversicherung).
- Karenzzeit: Nach der letzten Auszahlung wird Kreditnehmern eine Art Ruhephase, die so genannte Karenzzeit, gewährt. Diese kann bis zu zwei Jahre betragen. Sie ermöglicht Absolventen, einen adäquaten Berufseinstieg umzusetzen.
- Rückzahlungsdauer: Die Rückzahlungsdauer kann sich ganz erheblich auf die Gesamtkosten für den Studienkredit auswirken. Je länger das Geld geliehen wird, desto mehr Zinskosten fallen dafür an.

## Studiendarlehen für Studiengebühren in Hessen
Ausschließlich der Finanzierung des Studienbeitrages von in der Regel 500 € pro Semester diente das von der LTH – Bank für Infrastruktur vergebene Darlehen; die LTH – Bank für Infrastruktur stellt eine organisatorisch und wirtschaftlich selbständige, rechtlich unselbständige Anstalt in der Landesbank Hessen-Thüringen dar.
Die LTH – Bank für Infrastruktur bot im Auftrag des Landes Hessen die Finanzierung der für den Besuch hessischer Hochschulen anfallenden Studiengebühren seit dem Wintersemester 2007/2008 an.
Das am 17. Juni 2008 im Hessischen Landtag beschlossene Gesetz zur Sicherstellung von Chancengleichheit an hessischen Hochschulen hat die Gebührenpflicht für den Besuch hessischer Hochschulen wieder aufgehoben; es sieht aber keine Aufhebung der Rückzahlungspflicht für gewährte Studiendarlehen vor. Die bestehenden Verträge werden daher, gemäß den bei Darlehensabschluss geltenden gesetzlichen Vorschriften, weiter geführt.
Das heißt, die gewährten Darlehen müssen von den Studierenden wie in dem jeweiligen Einzelfall vorgesehen zu gegebener Zeit zurückgezahlt werden.
Der Studienbeitrag nach dem Hessischen Studienbeitragsgesetz wurde erstmals für das Wintersemester 2007/2008 und letztmals für das Sommersemester 2008 erhoben.

## Studienabschlussdarlehen
Die älteste Form des Studienkredites ist das Studienabschlussdarlehen und wurde erstmals durch die Wirtschaftshilfe der Deutschen Studentenschaft e. V. nach ihrer Gründung am 19. Februar 1921 und ab dem 2. Juni 1922 durch die Darlehnskasse der Deutschen Studentenschaft e. V., die beide 1929 in die Darlehnskasse des Deutschen Studentenwerkes e. V. eingegliedert wurden, angeboten. Abschlussdarlehen dienen den Studierenden in der Studienabschlussphase zur Bewältigung der Lebenshaltungskosten und/oder möglicher Studiengebühren, dabei sind die Angebote regional und teilweise auf einzelne Hochschulen begrenzt.
Für die Examenszeit sind die Angebote der Darlehenskassen günstiger als Bankangebote, da sie einerseits auf Bearbeitungsgebühren verzichten und geringere und feste Zinsen, sofern vorhanden, verlangen.

## Studienfonds
Ein alternatives Angebot zum Studienkredit sind Studienfonds. Anbieter sind in der Regel keine Banken, sondern Unternehmen wie z. B. Brain Capital, der LL.M. Bildungsfonds oder die Deutsche Bildung Studienfinanzierung, die Geld bei privaten Investoren einsammeln. Studenten können nach einem Bewerbungsprozess, der meist online stattfindet, mit flexiblen Auszahlbeträgen im Studium finanziert werden. Die Studienfinanzierung über Studienfonds ist in der Regel mit anderen Finanzierungsquellen kombinierbar. Einige Anbieter, etwa die Deutsche Bildung, finanzieren sowohl Studiengänge in Deutschland als auch im Ausland. Je nach Anbieter werden die Studenten zusätzlich mit berufsvorbereitenden Weiterbildungsangeboten unterstützt. Nach dem Berufseinstieg zahlen die Kunden monatlich einen Betrag, anteilig von ihrem Einkommen, an den Studienfonds zurück. Von diesem Geld sollen dann neue Studentengenerationen gefördert werden (Prinzip des umgekehrten Generationenvertrags).

## Studienkredite in den USA
In den USA werden Studienkredite vor allem von Bildungsfonds, aber auch von Banken vergeben. Etwa 40 bis 50 Prozent der US-amerikanischen Studierenden nehmen solche Kredite auf. Ihr Anteil an der Studienfinanzierung hat sich in den letzten Jahren aufgrund stark gestiegener Studiengebühren ebenfalls deutlich erhöht. Im Jahr 2012 hatten Hochschulabsolventen studienbedingte Kreditschulden von insgesamt 1,1 Billionen US-Dollar und pro Kopf durchschnittlich 27.000 US-Dollar, sie müssen sie meist über zehn Jahre lang tilgen. Experten sprechen von einer Bildungsblase, da der Anstieg der Gehälter nicht mit dem der Ausbildungskosten Schritt hält und die Qualität der Ausbildung sich trotz steigender Studiengebühren nicht verbessert hat.

## Alternative zu Studienkrediten: Akademikersteuer
Als Alternative zu Studienkrediten wurde in England 2010 über eine Akademikersteuer in Höhe von bis zu 5 Prozent des nach Ende des Studiums erzielten Einkommens diskutiert.